# Reinstädt
Reinstädt là một đô thị thuộc huyện Saale-Holzland, trong bang Thüringen, Đức. Đô thị Reinstädt có diện tích 17,94 km².